# Kalophrynus subterrestris
Kalophrynus subterrestris és una espècie de granota que viu a Indonèsia i Malàisia.
Està amenaçada d'extinció per la pèrdua del seu hàbitat natural.